# Яцинова Слобідка
Яцинова Слобі́дка —  село в Україні, у Полтавській міській громаді Полтавського району Полтавської області. Населення становить 99 осіб. До 2020 орган місцевого самоврядування — Сем'янівська сільська рада.

## Географія
Село Яцинова Слобідка знаходиться за 2 км від лівого берега річки Ворскла, вище за течією на відстані 2,5 км розташоване село Глоди (Диканський район), нижче за течією на відстані 1 км розташоване село Олепіри.

## Історія
12 червня 2020 року, відповідно до розпорядження Кабінету Міністрів України № 721-р «Про визначення адміністративних центрів та затвердження територій територіальних громад Полтавської області», село увійшло до складу Полтавської міської громади.
19 липня 2020 року, в результаті адміністративно - територіальної реформи та ліквідації Полтавського району (1925—2020), село увійшло до складу новоутвореного Полтавського району.

## Відомі люди
У Яциновій Слобідці народився учасник німецько-радянської війни 1941-1945 рр., Герой Радянського Союзу Ківа Пилип Денисович (1910—1992).